# La Maiza
La Maiza är en ort i Mexiko.   Den ligger i kommunen Morelia och delstaten Michoacán de Ocampo, i den södra delen av landet, 240 km väster om huvudstaden Mexico City. La Maiza ligger 2 163 meter över havet och antalet invånare är 214.
Terrängen runt La Maiza är lite bergig. Runt La Maiza är det ganska tätbefolkat, med 52 invånare per kvadratkilometer. Närmaste större samhälle är Acuitzio del Canje, 5,6 km öster om La Maiza. I omgivningarna runt La Maiza växer huvudsakligen savannskog.